# Paul Rudolf
Paul Rudolf (6 de diciembre de 1892-5 de abril de 1956) fue un deportista suizo que compitió en remo.
Participó en los Juegos Olímpicos de Amberes 1920, obteniendo una medalla de oro en la prueba de cuatro con timonel. Ganó cinco medallas de oro en el Campeonato Europeo de Remo entre los años 1912 y 1921.

## Palmarés internacional
| Juegos Olímpicos   | Juegos Olímpicos         | Juegos Olímpicos | Juegos Olímpicos   |
| Año                | Lugar                    | Medalla          | Prueba             |
| ------------------ | ------------------------ | ---------------- | ------------------ |
| 1920               | Amberes (Bélgica)        | Medalla de oro   | Cuatro con timonel |
| Campeonato Europeo |                          |                  |                    |
| Año                | Lugar                    | Medalla          | Prueba             |
| 1912               | Ginebra (Suiza)          | Medalla de oro   | Ocho con timonel   |
| 1920               | Mâcon (Francia)          | Medalla de oro   | Cuatro con timonel |
| 1920               | Mâcon (Francia)          | Medalla de oro   | Ocho con timonel   |
| 1921               | Ámsterdam (Países Bajos) | Medalla de oro   | Cuatro con timonel |
| 1921               | Ámsterdam (Países Bajos) | Medalla de oro   | Ocho con timonel   |